# Югович, Александр Иосифович
Александр Иосифович Югович (1842—1925) — российский инженер; главный инженер строительства Китайско-Восточной железной дороги.
Окончил с отличием Высшее техническое отделение Лондонской Королевской академии.
Участвовал в проектировании и строительстве железных дорог Поти — Тифлис (Сурамский перевал), Кишинёв — Унгены — Яссы, Бендеро-Галацкой и Закаспийской железных дорог. Работал в обществе Рязано-Уральской железной дороги главным инженером по сооружению новых линий; под его руководством построено около 2300 км путей.
По личной рекомендации министра финансов Сергея Витте в 1897 году был назначен главным инженером строящейся Китайско-Восточной железной дороги, руководил строительством Китайско-Восточной и Южно-Маньчжурской линий; сдал дорогу в постоянную эксплуатацию в 1903 году. Под его руководством было построено более 2500 км путей.